# Ухтыш
Ухтыш (Большой Ухтыш) — река в городском округе Семёновский Нижегородской области России, левый приток Керженца.
Длина — 30 км, площадь водосборного бассейна — 237 км². Впадает в Керженец между населёнными пунктами Пионерский и Лыково (около 2—2,5 км от каждого).
Основной приток — Малый Ухтыш (пр).

## Данные водного реестра
По данным государственного водного реестра России относится к Верхневолжскому бассейновому округу, водохозяйственный участок реки — Волга от устья реки Ока до Чебоксарского гидроузла (Чебоксарское водохранилище), без рек Сура и Ветлуга, речной подбассейн реки — Волга от впадения Оки до Куйбышевского водохранилища (без бассейна Суры). Речной бассейн реки — (Верхняя) Волга до Куйбышевского водохранилища (без бассейна Оки).
Код объекта в государственном водном реестре — 08010400312110000034813.